# František Matějíček
František Matějíček (29. listopadu 1880 Měchnov – 11. srpna 1957 Praha) byl český architekt a stavitel.

## Život
Narodil se 29. listopadu 1880 v Měchnově čp. 25 do početné rodiny domkáře a rolníka Jana Nepomuckého Matějčka a Kateřiny rozené Niklové. Jako nejmladší potomek byl poslán na studia, která dovršil v roce 1902 získáním titulu inženýra-architekta na vysoké škole technické v Praze (Česká škola technická). V Praze se usadil a roku 1910 se zde oženil se Zdeňkou Nedvědovou (1888–1964), se kterou měl celkem tři potomky – Františka (1911–1983), Leopolda (1912–1980) a Zděnku (1916–1929). Nejstarší František byl rovněž inženýrem-architektem, pracoval řadu let jako projektant v podniku Energoprojekt v Praze.
Zemřel 11. srpna 1957 v Praze a je pohřben na Vinohradském hřbitově.

## Projekty
Zpočátku se zabýval navrhováním nových školních budov a účastnil se několika architektonických soutěží (Jaroměř, Meziříčí v Čechách). Významně se zapsal do historie Jaromírovy ulice v Praze-Nuslích projektem a realizací stavby rondokubizujícího domu čp. 789 naproti hotelu Union. Tato budova sloužila původně coby penzion, jako rozšíření hotelu Union o nabídku levnější varianty ubytování svých klientů. Výstavba probíhala v letech 1928–1930. Přízemí bylo navrženo pro provoz obchodu a zřejmě prvním nájemcem byla ve 30. letech 20. století městská spořitelna na Královských Vinohradech (později byla přejmenována na pobočku Spořitelny Pražské). Po druhé světové válce zde sídlila též parní prádelna Karla Nováka. V 50. letech se zde nacházela cukrárna a její návštěvníci mohli posedět na terase, která byla schodištěm propojena s přízemní prodejnou. Dnes jsou zde různé obchody a provozovny. V letech 1931–1932 vyprojektoval a postavil v Praze na Hanspaulce neoklasicistní obytné domy čp. 1754 a 1755 (ulice Na Dionýsce), které dnes patří na seznam architektonicky významných objektů. V roce 1937 projektoval a vystavěl v centrální části obce Božkov vilu čp. 76 (ulice Na Okrouhlíku) pro pana Rudolfa Voráčka z Prahy Nuslí.